# Aesopia cornuta
Aesopia cornuta är en fiskart som beskrevs av Kaup, 1858. Aesopia cornuta ingår i släktet Aesopia och familjen tungefiskar. Inga underarter finns listade i Catalogue of Life.